# نوک‌شمشیری سیاه
نوک‌شمشیری سیاه (نام علمی: Rhinopomastus aterrimus) نام یک گونه از سرده نوک‌شمشیری است.